# Ujgurski genocid
Ujgurski genocid je genocid nad Ujguri v Šindžjangu, ki ga izvaja Komunistična partija Kitajske. Kitajska vlada je del Ujgurov premestila v prevzgojne centre, ki so uradno centri za poklicno izobraževanje. V njih so Ujguri primorani govoriti kitajsko, prisilno delajo, se morajo odpovedati svoji veri itd. V primeru, da se ne naučijo kitajsko dovolj hitro, so kaznovani z odvzemom hrane. Tisti, ki se upirajo, so kaznovani z mučenjem. Ujguri so poleg tega tudi kastrirani, njihovi otroci pa so jim odvzeti in premeščeni v sirotišnice ter internate.